# イプスウィッチ (クイーンズランド州)

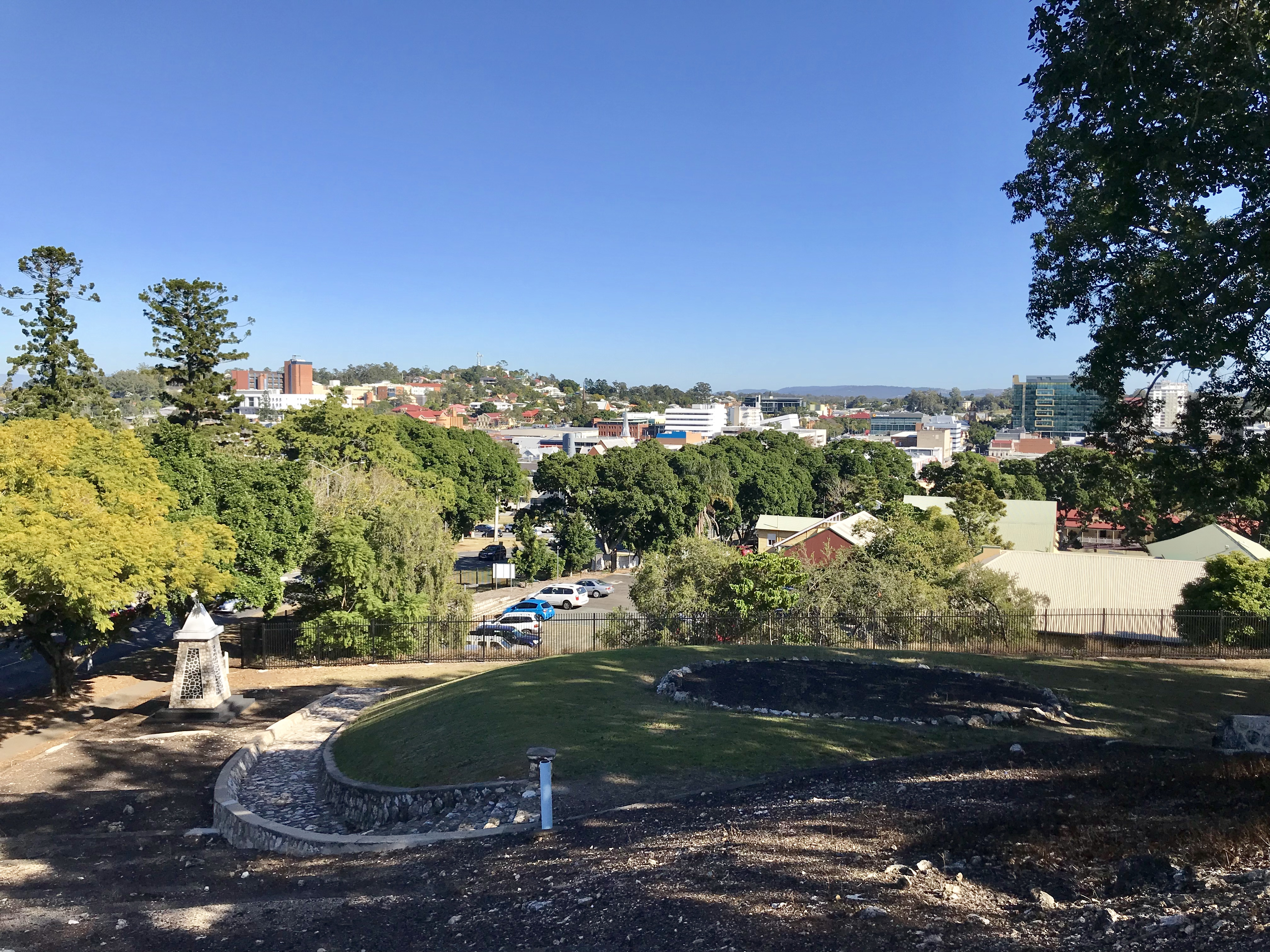
イプスウィッチの景観

イプスウィッチ（Ipswich）は、オーストラリアのクイーンズランド州南東部、ブリマー川沿いに位置する地域自治体（LGA）である。

## 地理

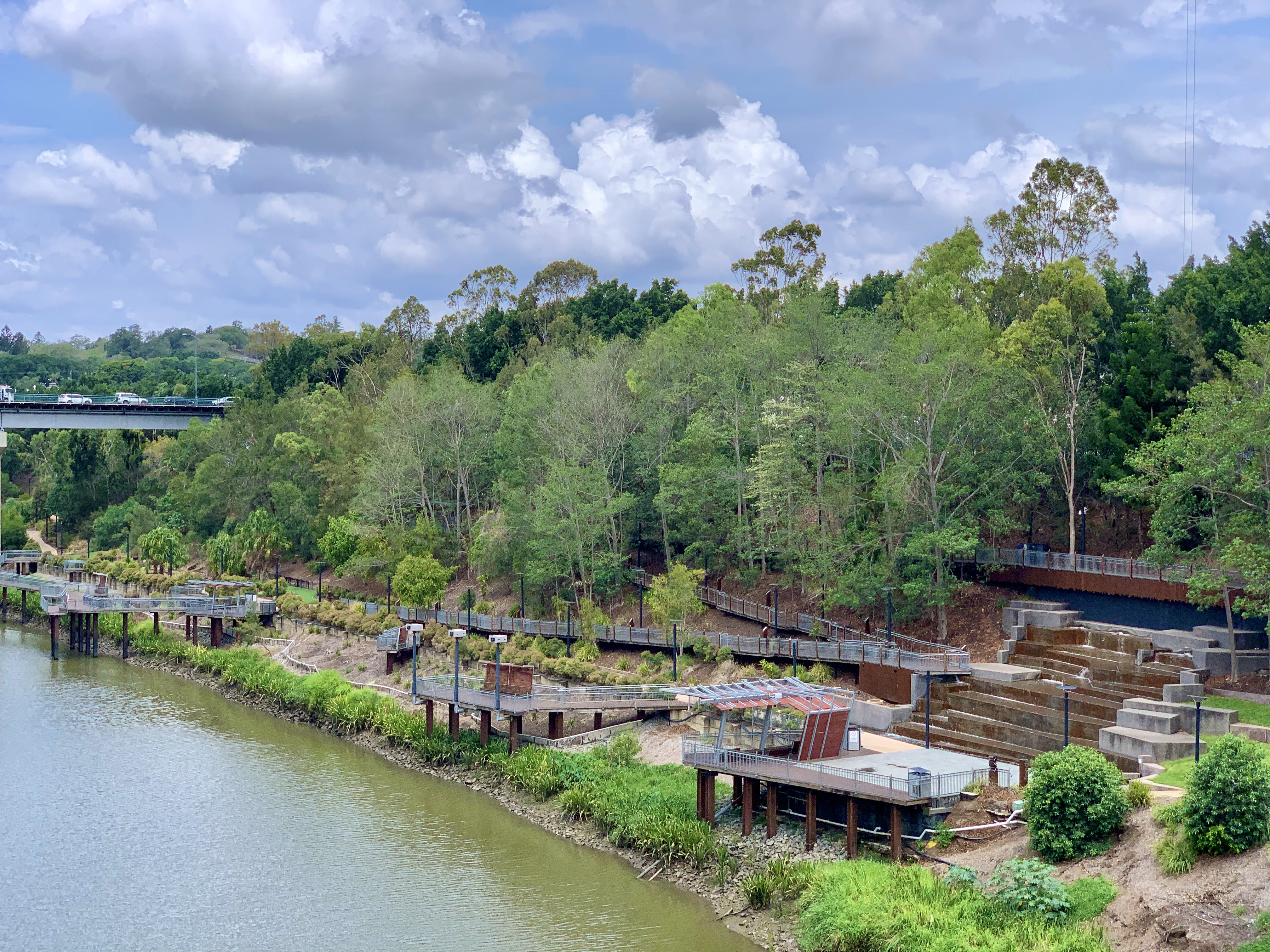
ブリマー川

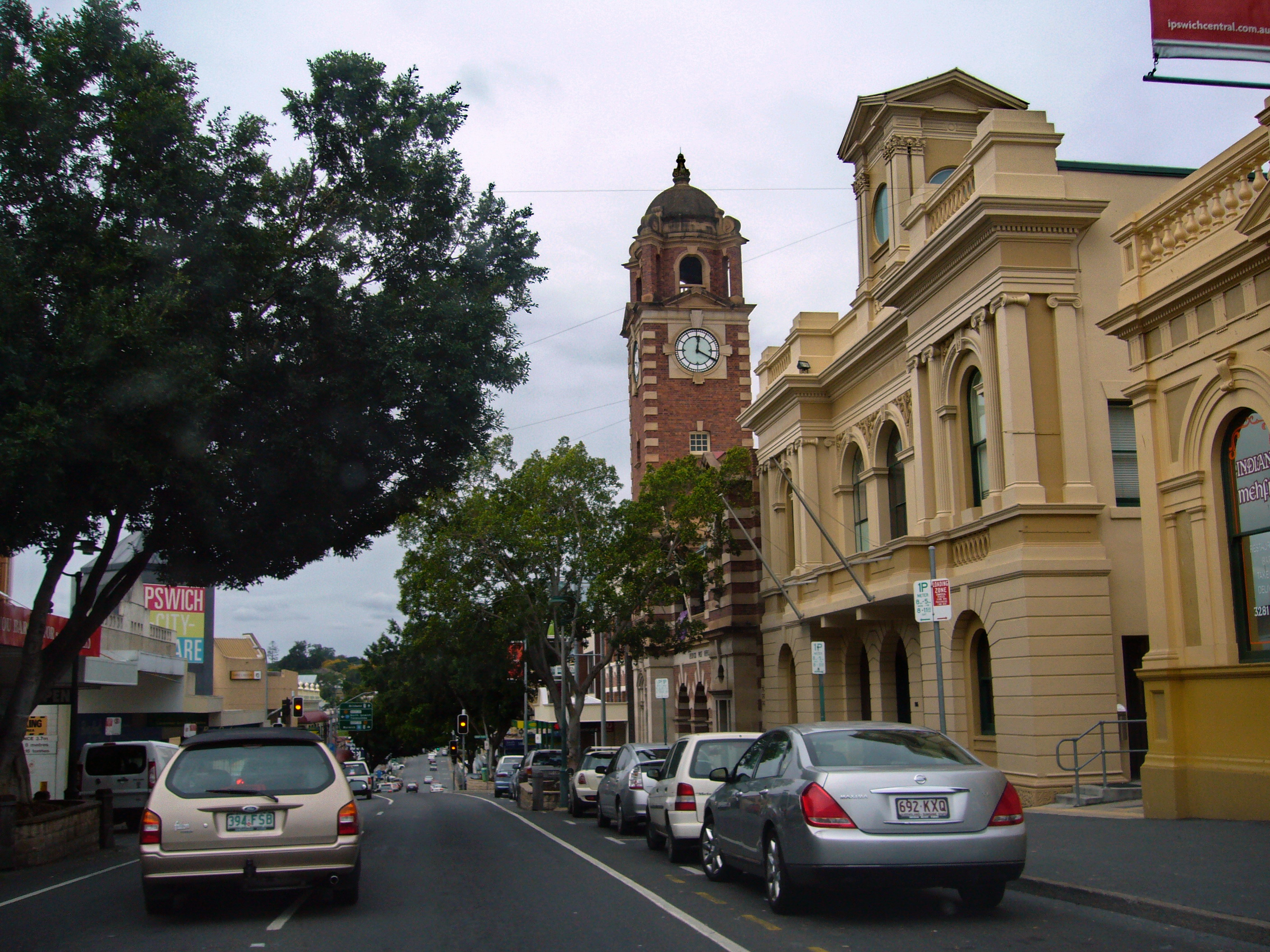
街並み

### 位置
州都ブリスベンの南西40kmに位置する。
面積は1,207 km²。統計上はブリズベン都市圏に含まれるが、独自の歴史を持った都市である。

### 地形

#### 河川
主な川
- ブリマー川

### 人口
人口は約20万人。ブリスベン都市圏の拡大に伴い人口は増加傾向にある。

## 歴史

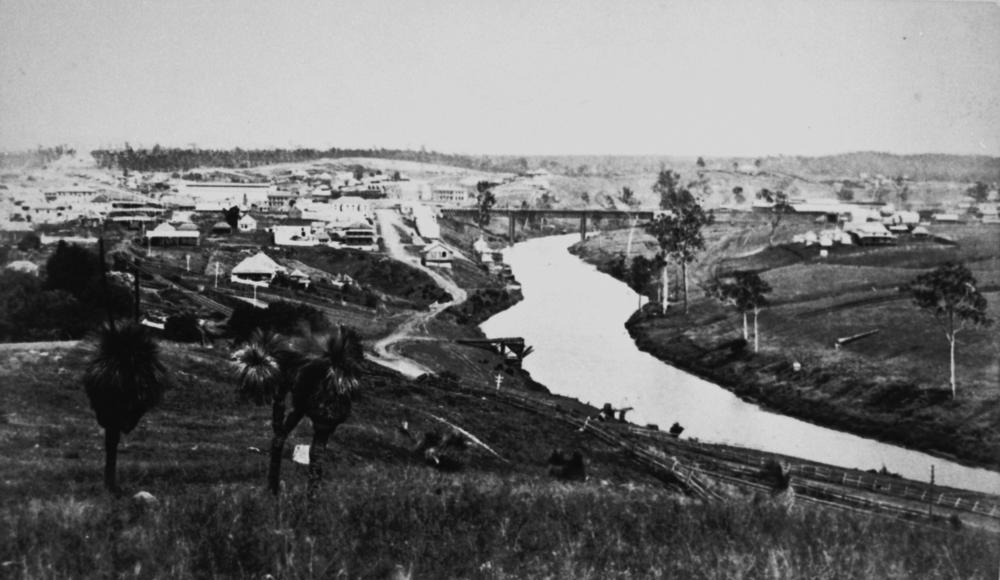
1872年の町の様子

- 1826年、モートン湾流刑地の司令官パトリック・ローガン はブリスベン川を上り、石灰岩などの鉱物をこの地域に発見した。直ちに入植が計画され、翌年、最初の流刑者と教区民生委員が到着し採掘が開始された。町は "Limestone" (石灰岩)と呼ばれ、当時の中心道路は Limestone Street という名前だった。
- 1843年、クイーンズランドの植民地「イプスウィッチ」と制定される。 改名は、兵士のヘンリー・ウェイドが発議し、NSW総督ジョージ・ギプス が承認した[1]。名称はイングランドのイプスウィッチから来ている。
- 1848年、石炭の採掘開始。
- 1858年、自治体であることを宣言。クイーンズランド植民地発足時には州都の候補地の一つだった。
- 1865年、クイーンズランドで最初の鉄道が開業した。
- 1893年に洪水の被害を受けた[2]。
- 1974年、ブリスベン洪水 で8,500戸が浸水した。

## 対外関係

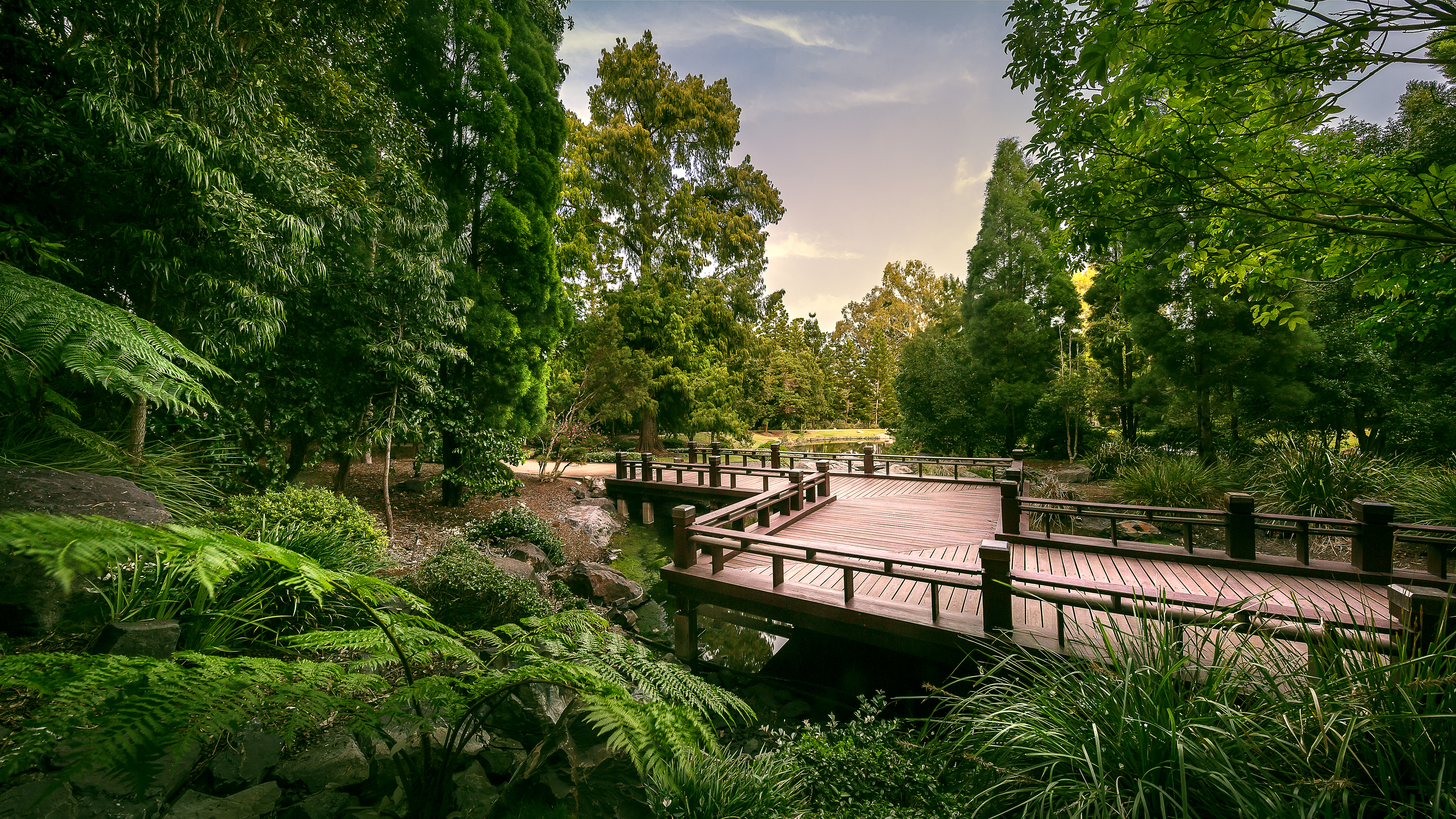
ネリマガーデンズ

### 姉妹都市・提携都市
姉妹都市
- 練馬区（日本国 関東地方 東京都）
- 新竹県（中華民国）

## 経済
石炭の採掘は現在でも行われており、イプスウィッチの主力産業である。近年は製造業の集積が進んでおり、雇用の機会が増えている。

### 開発
ブリズベン都市圏の拡大により、イプスウィッチ周辺では住宅開発が盛んに行われており、人口は急速に増加している。特にリプリー 地区の開発は州内最大規模である。

## 交通

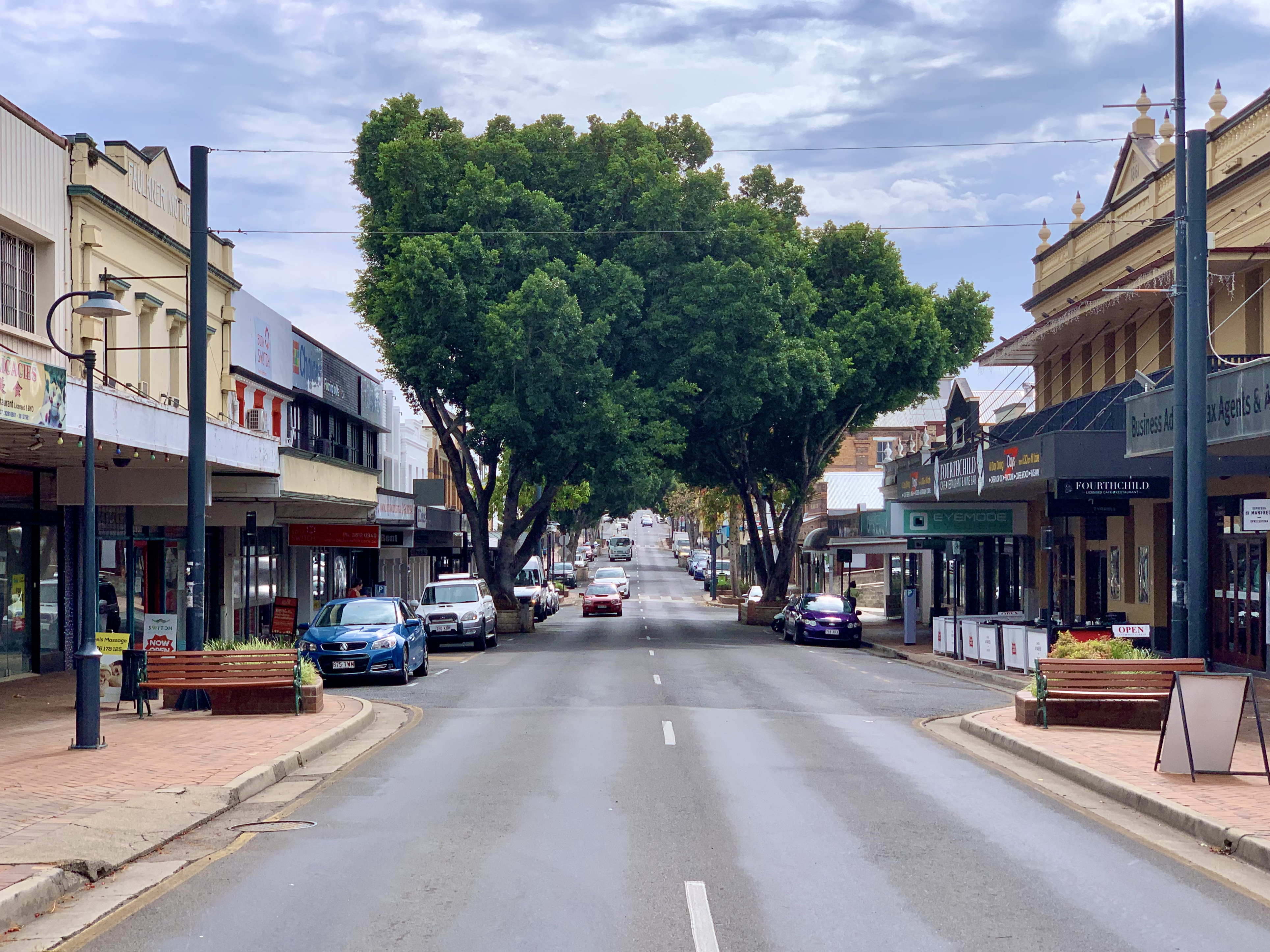
ブリズベン通り

### 鉄道
鉄道はイプスウィッチ・ローズウッド線でブリズベンと結ばれている。イプスウィッチ駅は州内で最初の鉄道駅である。

## 教育

### 大学
- サザンクイーンズランド大学 （2006年開設）
- クイーンズランド大学 イプスウィッチキャンパス
- TAFE Queensland South West, Bundamba & Springfield

## 観光

### 観光スポット
- イプスウィッチ・アートギャラリー
- 鉄道博物館
- アンバーリー空軍基地（英語版） ：オーストラリア空軍の最大の基地
- ネリマガーデンズ - 姉妹都市である練馬区と名前が同じ公園